# Креонт
Креонт (дав.-гр. Κρέων, грец. Κρέοντας) — володар Фів, брат Іокасти, батько Мегари, дядько Антігони.
Креонт — володар Фів у міфічному сказанні про царя Едіпа.
Креонт — син Геракла від безіменної дочки Феспія.
Креонт — третій архонт Афін в середині 7 століття до н. е.
Креонт — опера Дмитра Бортнянського
Креонт - цар Фів, Менекеїв син.

## Образ Креонта у трагедії Софокла "Антігона"
У трагедії Софокла "Антігона" Креонт виступає в образі владолюбивого можновладця, який присікає будь-які вияви непокори у суспільстві. Він тиран, що наказав поховати Етеокла, законного царя, який помер, захищаючи усе місто, з усіма почестями, а тіло Полініка, який зрадив місто, залишити на поталу звірям. Правоту свого рішення він висловлює такими словами: 
"Звелів оголосити всьому місту я - 
Не вільно ні ховати, ні оплакувать,
Лиш без похорону, на поживу псам
І хижим птахам на поталу кинути,
Так ухвалив я, і не ждать злочинцеві
Такої шани, як справедливому".
Варто зазначити, що таким рішенням Креонт здійснює велику помилку, адже в ті часи людину незалежно від того, ким вона була (зрадником чи вірною своїй державі) ховали з усіма почестями. В протилежному випадку на сім'ю померлого та того, хто став на заваді похованню, накладались вічні муки.
Креонт не довіряє Стражу, який приніс йому вістку про те, що хтось поховав Полініка, говорячи до Стража: "Якби ж то ні, - продав за срібло совість ти".
Креонт дивується, що хтось зважився на такий відчайдушний крок - піти проти його наказу: "(До Стража) Що кажеш ти? Хто з цих громадян посмів таке?".
Коли Креонт нарешті дізнається, що саме Антігона, сестра Полініка, порушила наказ, він звертається до неї з уїдливими докорами, а проте, безперечно, має рацію: 
"Завзята, видно, донька, як і батько був
Завзятий духом, - лихо не страшить її.
Та знай, проте, - хто найтвердіший вдачею,
Той падає раніше, найміцнішу сталь,
В горнилі вогняному загартовану,
І розламати можна, і розбити вщент, 
Відомо й те - коневі норовистому
Гамує шал мала вузда. Хто в рабському 
Ярмі, тому нема чим величатися".
Коли Антігона починає захищати брата Полініка, Креонт намагається довести правильність свого наказу словами: "Цей захищав вітчизну, той - ганьбив її". (Захищав вітчизну Етеокл, ганьбив її Полінік відповідно).
Креонт переконаний, що держава належить лише йому. Це ми бачмо у діалозі самого Креонта та Гемона, його сина:
Гемон: Хіба то місто, що один правує в нім!
Креонт: Кому ж належить місто? Не державцеві?
З іншого боку, Креонт розуміє, що держава може існувати лише тоді, коли її громадяни вірні їй і готові віддати своє життя у боротьбі проти зазіхань ворогів. Він вперто називає прибутки, які отримав Страж, нечесними і погрожує йому: "(До Стража) Глузуєш з правди. Але знай, як винного сюди не приведете ви, то впевнитесь, що ці прибутки ваші - то велике зло".
Він просить Провідника хору: "То будьте ж ви закону охоронцями." Це характеризує його, як державця, який бажає блага своїй країні.